# 6527 Takashiito
A 6527 Takashiito (1992 UF6) a Naprendszer kisbolygóövében található aszteroida. Natori Akira és Urata Takesi fedezte fel 1992. október 31-én.